# Face ID

Ícone usado pela Apple para indicar a tecnologia Face ID.

O Face ID é um sistema de reconhecimento facial projetado e desenvolvido pela Apple Inc. para os iPhones X ou posteriores e iPad Pro [modelos de 11 polegadas e 12,9 polegadas (3ª e 4ª Geração)]. Sucessor do Touch ID, o sistema permite autenticação biométrica para desbloquear um dispositivo, efetuar pagamentos com o Apple Pay e acessar dados confidenciais, além de fornecer rastreamento detalhado de expressões faciais para Animoji e outros recursos. Lançado inicialmente em novembro de 2017 com o iPhone X, ele foi atualizado e introduzido em todos os novos modelos de iPhone e iPad Pro. 
O hardware do Face ID consiste em um sensor com três módulos; um projetor de pontos que projeta uma grade de pequenos pontos infravermelhos no rosto do usuário, um módulo chamado iluminador de inundação que lê o padrão resultante e gera um mapa facial 3D, e uma câmera infravermelha que tira uma foto infravermelha do usuário. Esse mapa é comparado com a face registrada usando um subsistema seguro, e então o usuário é autenticado se as duas faces corresponderem suficientemente. O sistema pode reconhecer rostos com óculos, roupas, maquiagem e pelos faciais, e se adapta às mudanças de aparência ao longo do tempo. 
O Face ID provocou uma série de debates sobre segurança e privacidade. A Apple afirma que é significativamente mais avançado que o Touch ID e tem muito menos falsos positivos em geral, embora o Face ID tenha mostrado resultados diversos ao tentar separar gêmeos idênticos. Vários recursos de segurança limitam amplamente o risco de o sistema ser ultrapassado usando fotos ou máscaras, e apenas uma tentativa de prova de conceito usando verificações detalhadas foi bem-sucedida. O debate continua sobre a falta de proteções legais oferecidas pelos sistemas biométricos em comparação com a autenticação por senha nos Estados Unidos. Os defensores da privacidade também expressaram preocupação com o acesso de desenvolvedores de aplicativos de terceiros a "mapas aproximados" de dados faciais do usuário, apesar dos rígidos requisitos da Apple de como os desenvolvedores lidam com dados faciais. 
No período da pandemia de COVID-19, o Face ID tem sido criticado por não funcionar com máscaras de proteção. A Apple disponibilizou uma atualização de software que antecipa o uso das senhas assim que você pega o dispositivo. Em 2021, antecipou a opção de usar o Face ID em conjunto com um Apple Watch emparelhado para desbloquear o iPhone caso esteja usando uma mascara.

## História
A Apple anunciou o Face ID durante a revelação do iPhone X em 12 de setembro de 2017.  O sistema foi apresentado como sucessor do Touch ID, a tecnologia anterior de autenticação baseada em impressão digital da Apple incorporada no botão início do iPhone 8 e dispositivos anteriores. Em 12 de setembro de 2018, a Apple apresentou o iPhone XS e XR com velocidades de processamento de rede neural mais rápidas, proporcionando um aumento significativo na velocidade do Face ID. Em 30 de outubro de 2018, a Apple lançou o iPad Pro de terceira geração, que traz o Face ID para o iPad e permite o reconhecimento de rosto em qualquer orientação. O iOS 13 deixou o Face ID até 30% mais rápido que as versões anteriores do sistema operacional.

## Tecnologia
O Face ID é baseado em um sensor de reconhecimento facial que consiste em duas partes: um módulo de projetor de pontos que projeta mais de 30.000 pontos infravermelho no rosto do usuário, e um módulo de câmera infravermelho que lê o padrão. O padrão é criptografado e enviado para um "Secure Enclave" local na CPU do dispositivo para confirmar uma correspondência com o rosto registrado. Os dados faciais armazenados são uma representação matemática dos principais detalhes do rosto e são inacessíveis à Apple ou a outras partes. Para evitar autenticação involuntária, o sistema exige que o usuário abra os olhos e olhe para o dispositivo para tentar uma correspondência, embora isso possa ser desativado por meio de uma configuração de acessibilidade. O Face ID é temporariamente desabilitado e a senha do usuário é necessária após 5 escaneamentos sem êxito, 48 horas de inatividade, reinicialização do dispositivo ou se dois dos botões laterais do dispositivo forem pressionados brevemente.
A Apple alegou que a probabilidade de outra pessoa desbloquear um telefone com o Face ID é de 1 em 1.000.000, em oposição ao Touch ID com 1 em 50.000. Durante a configuração inicial, o rosto do usuário é escaneado duas vezes a partir de vários ângulos para criar um mapa de referência completo. À medida que o sistema é usado ele aprende sobre variações típicas na aparência do usuário e ajusta os dados de rosto registrados para combinar envelhecimento, crescimento de pelos faciais e outras alterações usando o Neural Engine. O sistema reconhecerá um rosto usando chapéus, lenços, óculos, vários tipos de óculos de sol, pelos faciais ou maquiagem. Também funciona no escuro, iluminando invisivelmente todo o rosto com um módulo de flash infravermelho dedicado.
A autenticação com o Face ID é usada para ativar vários recursos do iOS, incluindo o desbloqueio automático do telefone, pagamentos com o Apple Pay e exibição de senhas salvas. Aplicativos de desenvolvedores da Apple ou de terceiros podem proteger dados confidenciais com um framework do sistema; o dispositivo irá verificar a identidade do usuário e retornará sucesso ou falha sem compartilhar dados de rosto com o aplicativo. Além disso, o Face ID pode ser usado sem autenticação para rastrear mais de 50 aspectos da expressão facial e do posicionamento do usuário, que podem ser usados para criar efeitos ao vivo, como Animoji ou filtros de câmera. 

## Segurança
O Face ID usa um iluminador de inundação por infravermelho e um projetor de pontos, embora a Apple insista que a saída seja baixa o suficiente para não causar danos aos olhos ou à pele e atenda aos 'padrões internacionais de segurança'. No entanto, eles não recomendam que o sensor seja reparado por terceiros, e há um recurso embutido para desativar o Face ID caso sejam encontrados componentes defeituosos.